# 卢载铉
卢载铉（：／，1926年8月8日—2019年9月25日），韓國政治人物及退役陸軍大將，出生于庆尚南道马山市。

## 生平
卢载铉1946年加入南朝鮮國防警備隊（大韓民國陸軍前身），1947年从陆军官校毕业（第3期），1948年任陆军野战炮兵司令部炮队队长，1949年任炮兵团第11营少校營长。1950年卢载铉任第26师炮兵团中校团长。1954年起，历任第25师炮兵司令，第1军炮兵司令。1956年任炮兵学校校长。1959年起历任第38预备师师长，第30预备师师长，1961年晋升为少将军衔，任第7师师长，1962年任陆军本部监察官，1964年任军需基地司令部司令。1965年，从国防大学院毕业，1966年任第2军军长，1968年晋升中将，1969年任陆军参谋次长。1972年晋升为大将，并出任陆军参谋总长，同年兼任全国戒严司令部司令。1975年出任大韓民國聯合參謀本部主席，1977年退出现役進入内阁，擔任國防部部長，1979年雙十二政變後卸职。1981年后曾任韩国综合化学工业公司社长等。